# Ectropis contradicta
Ectropis contradicta är en fjärilsart som beskrevs av Claude Herbulot 1972. Ectropis contradicta ingår i släktet Ectropis och familjen mätare. Inga underarter finns listade i Catalogue of Life.